# HD143881
HD143881 — хімічно пекулярна зоря спектрального класу
B9 й має видиму зоряну величину в смузі V приблизно 10,9.

## Пекулярний хімічний склад
Зоряна атмосфера HD143881 має підвищений вміст 
Si
.